# ABCセンター

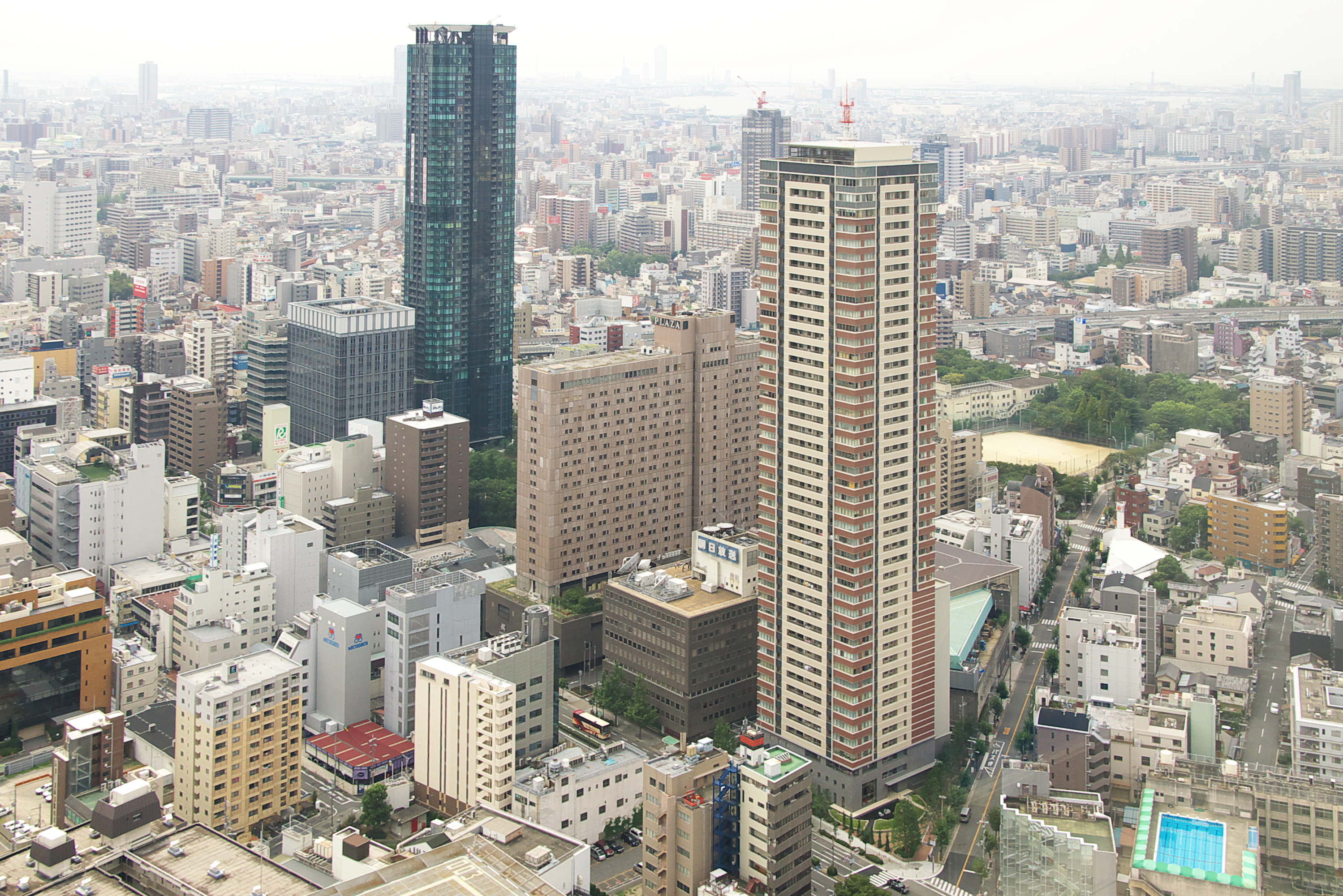
梅田スカイビルから見たABCセンター周辺（2007年9月）

ABCセンターは、1966年6月から2008年まで大阪府大阪市北区大淀南2丁目に存在していた、朝日放送（ABC、現・朝日放送グループホールディングス）の旧社屋及び隣接する関連施設を含めた街区の総称である。

## 概要
中核施設である朝日放送本社社屋には、4つのテレビスタジオ・4つのラジオスタジオ、公開放送用ホール「ABCホール」などがあり、その南側には広場を挟んでホテルプラザ、西側には大阪タワーが設置されていた。この他、センター周辺には、朝日放送の別館ビルや関連会社が入居するビル、ザ・シンフォニーホールなどが点在していた。
1989年から1998年および2001年まで使われたABCテレビの放送開始・終了映像でも、CGにより作成されたABCセンターの全景映像を見ることができた。
1966年6月に関西大倉学園が茨木市に移転した跡地に、中之島に分散してあったテレビ（旧大阪テレビ放送の社屋を使用）とラジオ（新朝日ビルディング）のスタジオやホールを統合する形で本社社屋を竣工。その後、大阪タワーやホテルプラザなどの周辺施設を建設し、規模を拡張していった。竣工当時の社屋周辺は倉庫と町工場しかない不便な地域で、社屋前の道路すら舗装されていない状態だった。
1995年の阪神・淡路大震災では、事務フロアのある社屋の東側とスタジオが並ぶタワー寄りの西側を繋ぐ通路が地震の震動で裂けて半壊、コンクリートが飛散、1階の日産ギャラリーの外に面したガラスが破損（後述）するといった被害が生じた。また、コンクリートの塊の一部が社屋西側の無線制御室にいた技術局員の至近距離に落下するといったこともあった。
その後、経年劣化による建物の老朽化が顕著となり、2008年5月18日に大阪市福島区福島1丁目（ほたるまち）の新社屋に本社機能を移転、また移転後も残っていたテレビ・ラジオの送出マスター（主調整室 アナログ･デジタル統合テレビマスター、AMラジオ放送マスターともNEC製を使用）も、同年6月23日をもって新社屋の送出マスターに切り替えられ、朝日放送の本社機能は全て新社屋へ移った。
新社屋移転後も同センターで一部の録音番組等（ラジオ）の収録をおこなったが、同年8月5日のABCホールの閉鎖をもって42年の歴史に幕を閉じた。
新社屋（ほたるまち）への完全移転後、ザ・シンフォニーホール以外の建物は全て解体され、解体後の跡地は商業施設もしくは住宅施設に再開発されることが決定しており、旧社屋およびABCホール→大阪タワー→ホテルプラザの順に解体された。
当該施設の跡地は全て駐車場等に転用されているが、2017年1月に積水ハウス、三菱地所レジデンス、東急不動産など5社が共同で跡地を取得し、高さ最大178mのタワーマンションを建てる計画があると報じられた。名称は「グランドメゾン新梅田タワー THE CLUB RESIDENCE（ザ・クラブレジデンス）」で、計画では2022年完成予定としている。また、大阪府済生会中津病院の附属施設となる「大阪北リハビリテーション病院」が2023年4月1日に開院した。
なお、2008年4月22日放送のごきげん!ブランニュ（ABCテレビ）において「さよなら大淀社屋特集」とのタイトルで、ABCセンターが詳しく紹介された。
ABCセンター時代のベリカードは、旧社屋のペーパークラフトだった時期がある。

## スタジオ

### テレビスタジオ
Aスタジオ（HD、190坪）
『ごきげん!ブランニュ』〔隔週金曜日収録〕、『朝だ!生です旅サラダ』、『パネルクイズ アタック25』、『上沼恵美子のおしゃべりクッキング』
Bスタジオ（HD、100坪）
『おはよう朝日です』、『ムーブ!』、『ABC NEWSゆう』
Cスタジオ（SD、100坪）
『おはようコールABC』、『虎バン』（HD放送を行うため、機材はAスタジオのものを使用）
Nスタジオ（HD対応、30坪）
『ABC NEWS』
最後の番組は『ANN NEWS&SPORTS』の関西ローカルパートで、三代澤康司（当時・朝日放送→朝日放送テレビアナウンサー、現・フリーアナウンサー）が担当した。
Aスタジオは竣工当初から1964年の東京オリンピック後の普及や1970年の大阪万博を見据えてカラー放送に対応した機材が導入されていた。この他、竣工当初はDスタジオもあった。2008年4月ごろから新社屋Aスタジオが稼動したことに伴い、旧社屋Aスタで制作していた番組『ごきげん!ブランニュ』、『朝だ!生です旅サラダ』、『パネルクイズ アタック25』、『上沼恵美子のおしゃべりクッキング』は新社屋での制作へと順次切り替えられた。また従来のBスタジオで放送していた番組『おはよう朝日です』、『ムーブ!』、『ABC NEWSゆう』は、Bスタジオ機器の新社屋移設工事に伴いAスタジオへ移動したのち、同年6月23日の新社屋カットオーバーと同時に新社屋での制作へと切り替えられた。同年4月29日の環境特別番組『ガラスの地球を救え』で､初めて新社屋Aスタジオから生放送を行っている。また、5月6日に新社屋完成記念特別番組第1弾『朝日放送新社屋完成記念 番組対抗No.1スペシャル 〜オールスター大集合!おめでたバトル〜』が新社屋Aスタジオにて制作されており、5月17日の第2弾『朝日放送新社屋完成記念 くるくる朝日です』は新社屋スカイテラスから生放送されている。

### ラジオスタジオ
第1スタジオ（録音用、約140m2）
公開放送で使用することが多かった
全国高校野球選手権大会（夏の甲子園）で、試合途中や試合終了後流れる校歌は、大会前、このスタジオで録音されていた。
最後の録音は、『童謡の続き』でYOUが担当した。
第2スタジオ（生対応）
『ABCパワフルアフタヌーン』、『ABCミュージックパラダイス』など
第3スタジオ（生対応）
『おはようパートナー』、『おはパソ』、『全力投球!!』、『元気イチバン!』、『ABCフレッシュアップベースボール』、『ABCミュージック21』、『もうすぐ夜明けABC』ほか
第5スタジオ（録音用）
『キングコングのほにゃらじお』など
ダイヤルスタジオ（電話・FAX受付ルーム）

また、かつては主調整室のアナウンスブース（2室）で生放送を行っており、当時は「キースタジオ」と呼ばれていたが、生放送の雑然とした雰囲気を伝えるために、ブースの外の主調整室側で放送するようになった。この部屋は窓に面していて、出演者が喋るテーブルを窓側に設け、外の天気などがわかるようになっていた。

## 施設

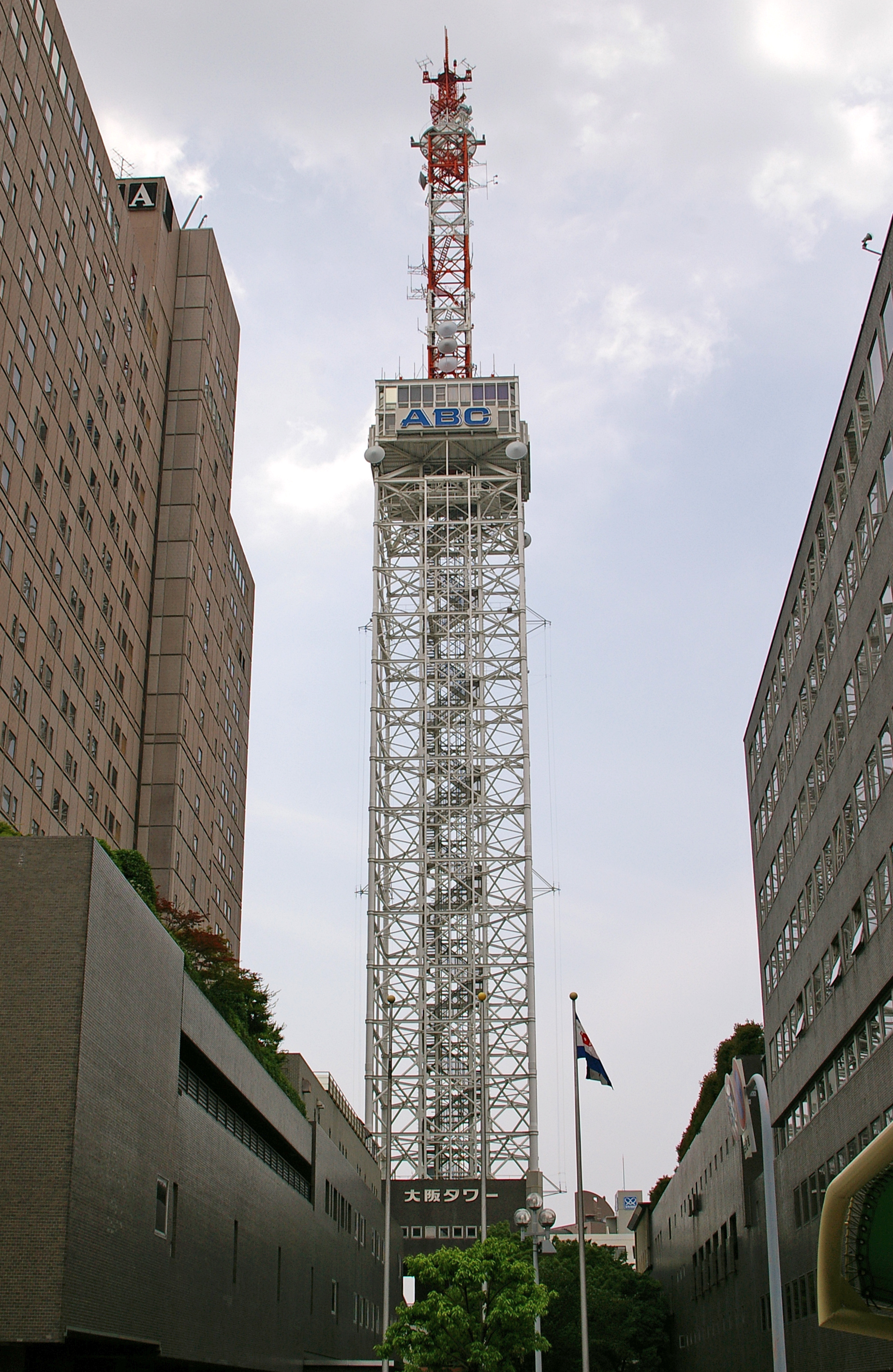
大阪タワー

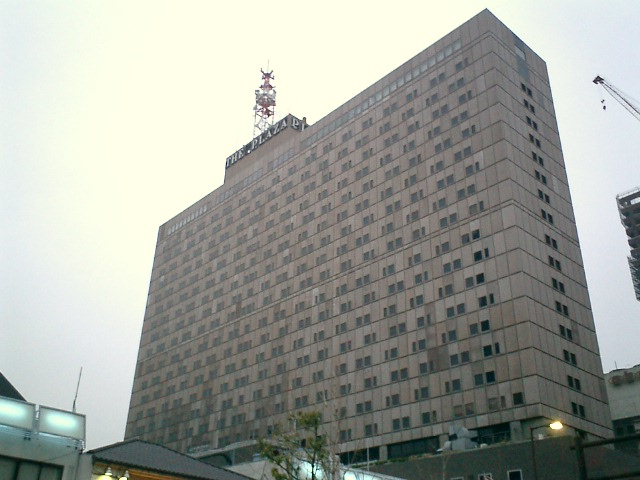
朝日放送が所有したホテルプラザ跡地。後に大塚家具のショールームが入居していたが2010年末に閉鎖された

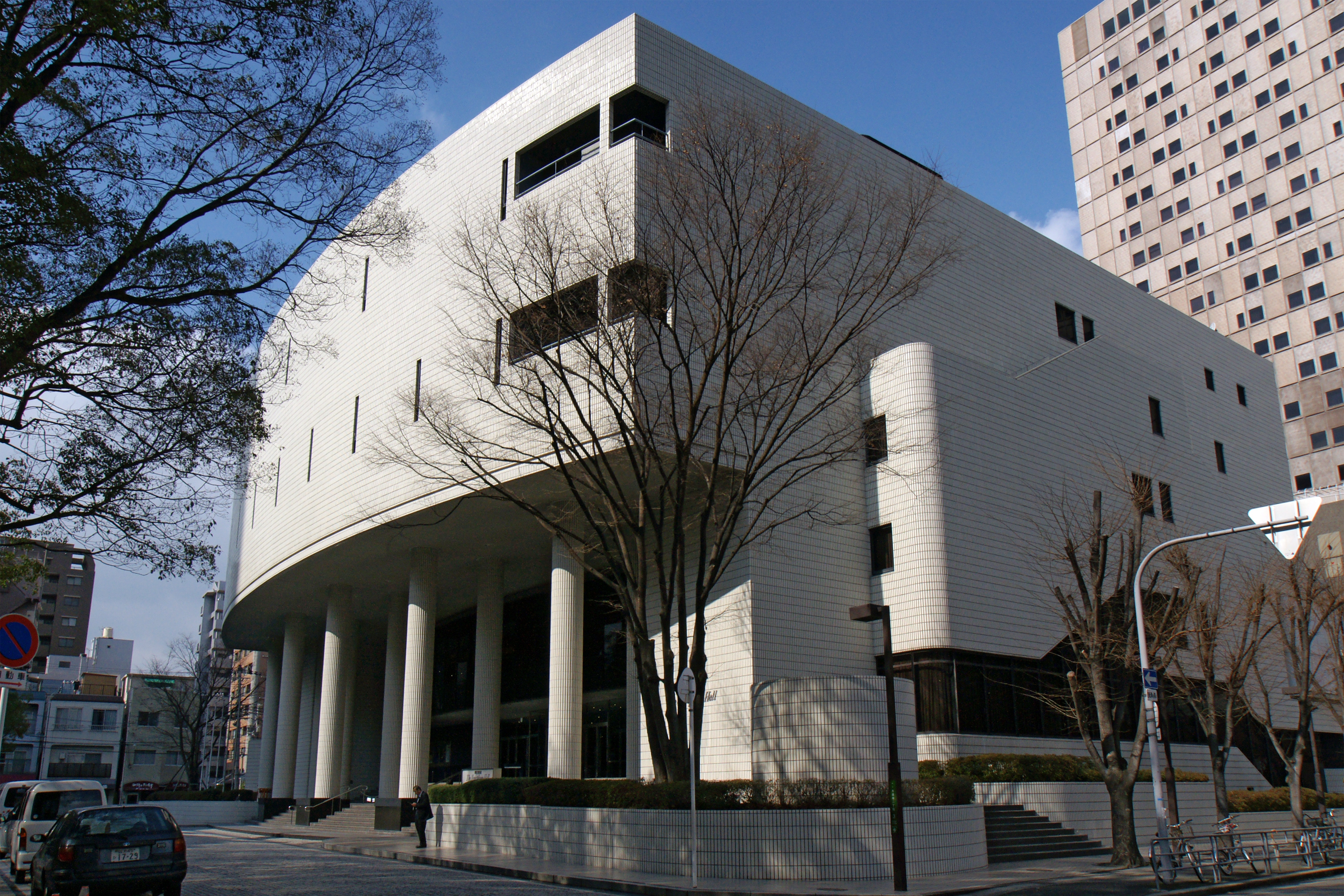
ザ・シンフォニーホール

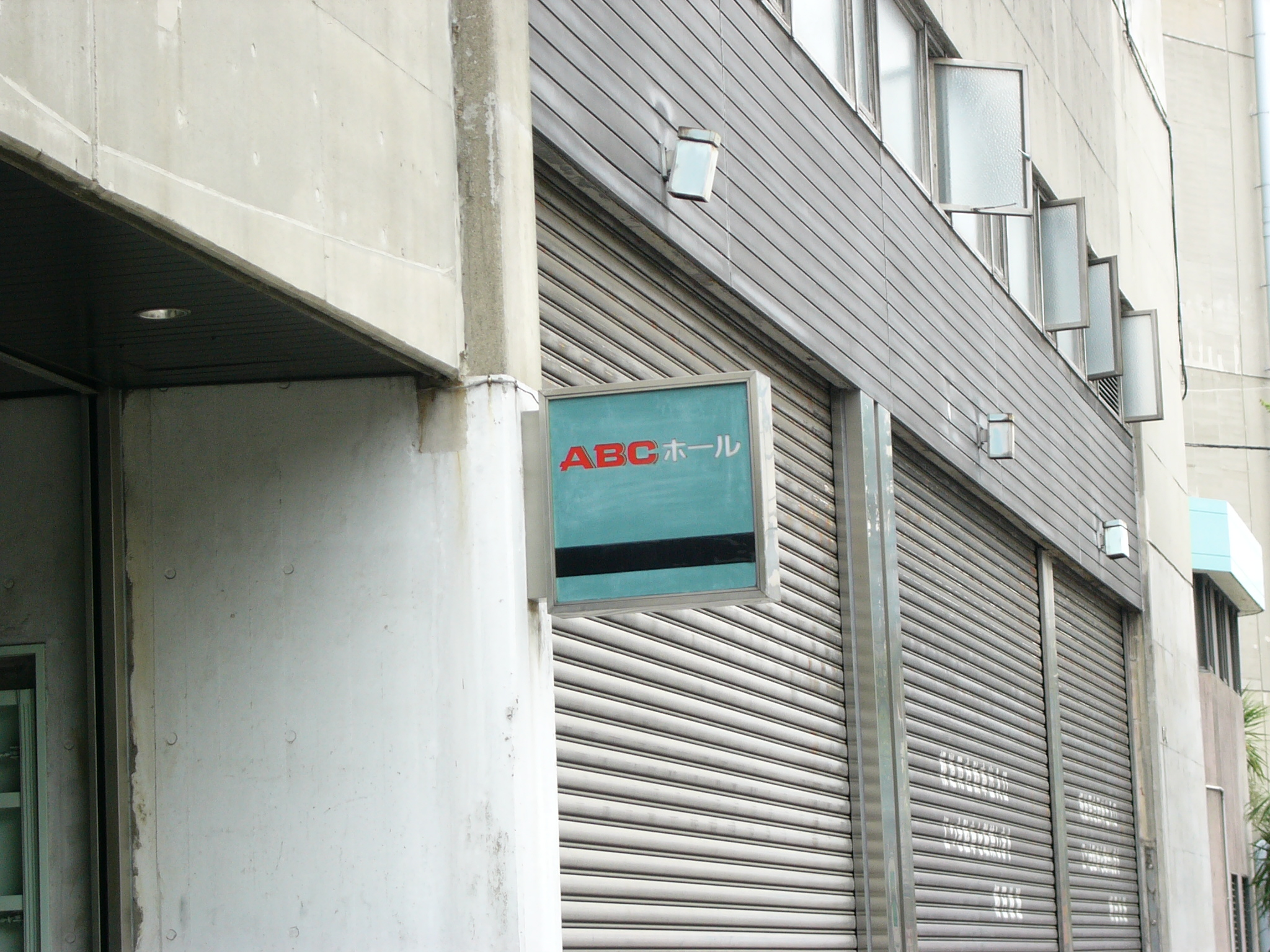
2代目ABCホール（2008年撮影）

ここではABCセンター内の施設だけではなく、センター外の施設についても併せて説明する。

### ABCセンター内
ABCホール（SD、75坪）
ABCの旧社屋の西側の地下にあり、観客席が600席あった。数々の番組の収録もここで行われた。
探偵!ナイトスクープ（隔週金曜日収録）、上沼恵美子のおしゃべりクッキング(隔週水曜日収録)、角パァ!、ヤングプラザ、ABCお笑い新人グランプリ、最末期の歌謡ゴールデン大賞・新人グランプリ、映画の試写会などを開催。最近は新婚さんいらっしゃい!の収録（HD収録の為、HD中継車ドライブで収録）も行われたこともある。これは行事等の都合でリサイタルホールが確保出来ない事があるため。
大淀旧社屋のABCホールは2代目で、初代は大阪市北区中之島にあった、後のリサイタルホールであった。最終公演者としてLAZY。
そして福島新社屋に3代目ABCホールが完成し、稼動している。現社屋移転後、「ナイトスクープ」はAスタジオ、「おしゃべりクッキング」はBスタジオで収録されているが、「角パァ!」は番組自体が終了した。
ABC祭り 歌謡パレードと呼ばれるイベントを行った（番組で放送された）こともあった。
ポケットパーク横のプロムナードに観客用の入口があった。このプロムナードは社員の通用口と共有していた。またホール正面入口脇には「ABCショッピングセンター」の名前で、喫茶店、蕎麦店、書店などが営業していた。
大阪タワー

朝日放送の電波塔。ラジオ（高石）、テレビ（生駒山）送信所への中継電波を送信するほか、タクシー、新聞社等の電波中継地点となっていた。
地上102メートルのところに2層の展望台があった。
1998年に移動用エレベーターを含めた施設の老朽化に伴い展望台・スタジオを閉鎖、2009年9月より12月にかけて解体・撤去された。
スカイスタジオ（大阪タワー内）
大阪タワーの展望室2階に設けられていたスタジオ。全面ガラス張りで、セットや出演者の背景になる眺望が圧巻であった。おはよう朝日ですなどの制作スタジオとして使われていたが、大阪タワー老朽化に伴い1998年に閉鎖された。
なお1995年1月17日に発生した阪神・淡路大震災の発生時刻の午前5時46分は、当時スカイスタジオから放送していた情報番組「おはよう天気です」の生放送開始直後であった。しかしこの時期、大阪タワーはエレベーターの保守・点検工事の期間だったため、同番組も本社のAスタジオから放送していた。このため、地上102メートルの展望台で、生放送の番組が巨大地震に遭遇するという事態は、奇しくも逃れる事ができたというエピソードがある。

ホテルプラザ

1999年閉鎖。跡地はIDC大塚家具梅田ショールームがあったが、南港ショールームとの統合のため2010年末に閉鎖された。2011年より解体が行われている。
IDC大塚家具梅田ショールーム
ホテルプラザ閉鎖後、ホテルプラザビルの下層階に、IDC大塚家具がテナントとして出店していた。

ABCポケットパーク
朝日放送旧社屋とIDC大塚家具梅田ショールーム（旧ホテルプラザビル）の間にある広場。
ABCテレビ朝の情報番組「おはよう朝日です」で、最初のお天気のコーナーは、この広場から中継していた（なお、現社屋への移転後は現社屋10階のスカイテラスから中継している）。
東西に長く、広場東側はタクシー乗り場になっていて、広場西側、大阪タワー袂にはウッドデッキを設けていた。
「おはよう朝日です」のお天気の時に必ず映り込むように、ウッドデッキ側面には朝日放送制作の番組のPRポスターが貼られていた。
ザ・シンフォニーホール

日本で初めて建設されたクラシックコンサート専用ホール。1982年開館。
音響の素晴らしさで内外から高い評価を得ている。また稼働率も比較的高く、閉鎖・解体の理由が見あたらないこともあり、ABCセンターその他の施設が閉鎖後も存続する。しかし、朝日放送は2012年9月末をもって学校法人滋慶学園グループへ譲渡することを決めた。2013年末までは朝日放送が借りる形で運営を続ける。これによりABCセンターにあった施設は全て解体、もしくは朝日放送の手を離れることになった。
ABC公園
朝日放送旧社屋北側に位置し、ここで番組のロケなどがよく行われた。
2004年に敷地を売却。
跡地に近鉄不動産、オリックス不動産が分譲する高層マンション「ローレルタワーサンクタス梅田」を建設（旧本社社屋写真で、旧社屋の後方に映っている建物）。
日産大阪ギャラリー
旧社屋1階に存在したが、早い時期に閉鎖され、跡地は末期までABCのオフィスとして使用されていた。「日産ミュージック・ギャラリー ポップ対歌謡曲」はここから生放送されていた。阪神・淡路大震災では大きな被害にこそ至らなかったものの、外に面したガラス窓が割れる被害があった。そのため「ポップ対歌謡曲」が修復完了まで一時的にエキスタに場所を移す事態に至っている。
旧社屋内には日産ギャラリーの他にも、いくつか店舗が入居していた。

### ABCセンター外
ABCエキスタ

大阪駅のアクティ大阪15階・16階に設けられていたサテライトスタジオ。開始当初の「ワイド!!ABCDE～す」、「わいわいサタデー」などを放送したが、1997年4月30日に閉鎖された。
ABCアドベンチャーホール（2005年3月開設、和歌山マリーナシティ内）
テレビ朝日・朝日放送が制作する特撮やアニメーション作品のキャラクターショーを上演する専用ステージ。

## 受賞歴
- 第9回BCS賞（1968年） - 本社ビル、大阪タワー
- 第12回BCS賞（1971年） - ホテルプラザ
- 第25回BCS賞（1984年） - ザ・シンフォニーホール

## 幻の新社屋構想
朝日放送は、1991年（平成3年）に社屋用地の再開発試案を発表していた。具体的には、センター用地の北側にあるABC公園部分に22階建て規模の本社機能のある社屋を建設し、公園などの施設を整備、大阪タワーを取り壊し、跡地に15階建て前後のビルを建設し、多目的ホール・アスレチックジム・美術館などが入居した文化ゾーンにするといった構想であった。
計画では、1995年（平成7年）頃に着工し、第一期は1997年（平成9年）、第二期は1998年（平成10年）、そして第三期は2000年（平成12年）に完成させる予定であったが、資金問題（ホテルプラザの閉鎖なども関係した）やデジタル放送の準備などもあり、新社屋の計画は白紙となった。
2004年（平成16年）に改めて、大阪市福島区福島1丁目の大阪大学医学部附属病院（阪大病院）跡地（大淀移転時にも候補地の一つとして挙がっていた）に移転する計画が発表され、4年後の2008年（平成20年）6月23日に完全移転した。

## 交通アクセス

### センター
ABCセンターが存在していた当時の情報。
- JR大阪駅から徒歩15分。
- 大阪環状線福島駅、阪神本線福島駅からなにわ筋を北に徒歩7分。
- JR東西線 新福島駅からなにわ筋を北へ徒歩9分。
- 大阪駅北口から阪急バス18系統 加島駅前・西川行で「大淀南一丁目」下車すぐ。
  - 「大淀南一丁目」から大阪駅へ戻る場合は大阪市営バス（現・大阪シティバス）41号・41A号系統を利用する。これは、阪急バス18系統が大阪駅方面に向かう際に別経路を通っていたため。
  - 阪急バスは2020年7月19日の運行をもって廃止となり当地区を通らなくなった[7]。